# Saint-Denis-d'Orques

Saint-Denis-d'Orques este o comună în departamentul Sarthe, Franța. În 2009 avea o populație de 901 de locuitori.